# 郑浩 (主持人)
郑浩（1959年6月8日—），香港凤凰卫视节目主持人、时事评论员、新闻记者。

## 生平
1959年6月8日出生于北京市。1982年毕业于中央财经大学金融系。1987年赴德国雷根斯堡大学进修三年。1990年起，他先后在香港《明报》、《香港商报》、亚洲电视台担任记者及编辑。2000年获香港中文大学新闻与传播学硕士学位。2001年加入凤凰卫视。2004年参与制作专题片《凤凰号下西洋》。2009年起担任凤凰卫视时事评论员。2018年10月28日受聘为闽江学院凤凰数字媒体学院名誉院长。